# Perfezione
La perfezione  è, in senso lato, uno stato di completezza e di ineccepibilità. 
Il termine "perfezione" è in realtà impiegato per designare una gamma di svariati concetti che, storicamente, sono stati indirizzati verso distinte discipline, in particolar modo la matematica, la fisica, la chimica, l'etica, l'estetica, l'ontologia e la teologia.

## Termine e concetto
L'etimologia del termine "perfezione" riporta al latino perfectio, e "perfetto" deriva da perfectus. A loro volta, queste parole provengono da perficio — "finire", "portare a termine". "Perfezione", quindi, significa letteralmente "compimento" e "perfetto" — "compiuto". 
Molte lingue moderne hanno adottato, per il concetto di "perfezione", parole derivate dal latino: il francese parfait e perfection; l'inglese perfect e perfection e lo spagnolo perfecto e perfección ne sono alcuni esempi.
La genealogia del concetto di perfezione, tuttavia, non risale ai Latini, ma ai Greci. L'equivalente greco per la parola latina "perfectus" era telos, una parola che generalmente si riferiva a un oggetto concreto, come ad esempio un fisico o un flautista perfetto, una commedia perfetta o un sistema sociale perfetto. Pertanto "teleiotes" era un termine privo delle associazioni astratte e superlative della perfectio latina. Al fine di evitare questa associazione, il termine greco viene normalmente tradotto come "completezza" più che "perfezione".
La più recente definizione di "perfezione", piuttosto precisa nel distinguere le varie sfumature del concetto, viene attribuita ad Aristotele. Nel quinto libro della Metafisica, egli fa una distinzione fra tre significati del termine, o meglio, tre sfumature del significato, che sono, in ogni caso, tre diversi concetti. È perfetto:
1. ciò che è completo — ciò che contiene tutte le parti necessarie;
2. ciò che è così buono che niente di simile potrebbe essere migliore;
3. ciò che ha raggiunto il suo scopo.

Il primo di questi concetti è ben riassunto nel secondo. Tra il secondo e il terzo, tuttavia, sorge un dualismo concettuale. Questo dualismo fu espresso da Tommaso d'Aquino, che, nella Summa Theologiae, riconobbe una duplice perfezione: quando una cosa è perfetta in sé — come egli dice, nella sua sostanza; e quando essa serve al suo scopo. Dio è perfetto nella sostanza, e, avendo in sé il proprio fine che è il Sommo Bene, non serve ad alcun fine esterno. Egli è l'essere infinitamente perfetto, il luogo di tutte le perfezioni di tutte le creature: tutte le proprietà positive di qualsiasi creatura si trovano da sempre e per sempre in Dio, nel loro massimo grado possibile:
(ST I, 4,2)
Le tre varianti di questo significato rimasero ben distinte per duemila anni, e non furono confuse con altri differenti concetti, il più importante dei quali era, in latino, "excellentia" (eccellenza), ciò che è migliore. In antichità, excellentia e perfectio, termini che in antichità si appaiavano; per esempio, i dignitari erano chiamati "perfectissime", così come oggi ci si rivolge a loro come "eccellenza". Tuttavia, tra queste due parole vi è una fondamentale differenza: excellentia è una distinzione fra molti individui, che implica un paragone; invece, se qualcosa è considerato perfetto, lo è in sé, senza confronti con altre cose. Gottfried Wilhelm Leibniz, il quale rifletté molto a proposito della perfezione e credeva che il mondo fosse il migliore fra i mondi possibili, non pensava che esso fosse perfetto.

## Paradossi
L'esistenza parallela di due concetti di perfezione, uno rigido (come "perfezione") e l'altro più libero ("eccellenza"), ha dato vita — forse già dall'antichità, ma certamente dal Rinascimento — ad un singolare paradosso secondo cui la più grande perfezione è l'imperfezione. Questo paradosso fu formulato da Giulio Cesare Vanini (1585-1619), il quale ebbe un precursore, lo scrittore Giuseppe Giusto Scaligero; entrambi, a loro volta, si rifacevano al filosofo antico Empedocle. I due affermavano che, se il mondo fosse perfetto, esso non potrebbe migliorare e mancherebbe, quindi la "vera perfezione", la quale dipende dal progresso. Secondo Aristotele, "perfetto" significava "completo" ("niente da aggiungere o da sottrarre"). Per Empedocle, secondo quanto afferma Vanini, la perfezione dipende dall'incompletezza ("perfectio propter imperfectionem" — "la perfezione è vicina all'imperfezione"), perché essa possiede delle possibilità di sviluppo e completamento con nuove caratteristiche ("perfectio complementii"). Quest'idea si ricollega all'estetica barocca di Vanini e Marin Mersenne: un'opera d'arte è perfetta se chi la ammira è attivo — cioè, se completa l'opera d'arte con uno sforzo, cioè sforzando la propria mente con l'immaginazione.
Concetti simili si ritrovano in altri autori rinascimentali.
Tale paradosso della perfezione — per cui l'imperfezione è perfetta — si può applicare non solo all'uomo, ma anche alla tecnologia. Infatti, l'irregolarità nei cristalli semiconduttori è un requisito per la produzione di semiconduttori. La soluzione del paradosso si trova nella distinzione di due concetti di "perfezione": quello della regolarità e quello dell'utilità. L'imperfezione è perfetta nella tecnologia perché essa è utile. 
Rita Levi Montalcini nell'Elogio dell'imperfezione ha parlato della fonte inesauribile di gioa dovuta al lavoro svolto senza seguire un percorso stabilito, guidata dalle inclinazioni e dal caso, tanto da «ritenere che l'imperfezione nell'eseguire il compito che ci siamo prefissi o ci è stato assegnato, sia più consona alla natura umana così imperfetta che non la perfezione».

## Numeri perfetti
L'idea di numero perfetto era già nota ai Greci, che li chiamavano teleloi. Tuttavia, i Greci erano discordi su quali numeri fossero perfetti e perché. Platone era dell'idea che 10 fosse un numero perfetto. I matematici, inclusi i pitagorici, proposero, come numero perfetto, il numero 6.
Il numero 10 era ritenuto perfetto perché le nostre mani hanno dieci dita. Si credeva che il 6 fosse perfetto perché, dividendolo per determinati numeri, il risultato era considerato speciale: la sesta parte di 6 costituisce l'unità; un terzo è 2; la metà è 3; 2/3 è 4; 5/6 è 5; 6 è l'intero perfetto. Gli antichi credevano che 6 fosse un numero perfetto perché la lunghezza del piede di un individuo è pari ad un sesto della sua altezza.
Pertanto, sia il 6 che il 10 erano indicati come numeri perfetti in base a criteri matematici e scientifici.
L'idea di "perfezione" di determinati numeri continuò ad esistere anche in tempi più recenti, anche se altri numeri furono indicati come "numeri perfetti". La perfezione del numero 3 divenne di fatto proverbiale: "omne trinum perfectum" (latino: tutti i tre sono perfetti). Un altro numero, il 7, fu ritenuto speciale nel V secolo da Papa Gregorio I (Gregorio Magno) che lo preferiva per ragioni simili a quelle dei matematici greci che credevano il 6 un numero perfetto, e in aggiunta, egli associava il numero 7 al concetto di "eternità".
Nel Medioevo, in ogni caso, si affermò la perfezione del 6: Sant’Agostino e Sant'Alcuino di York scrissero che Dio creò il mondo in 6 giorni perché quello era il numero perfetto.
I matematici greci asserirono che un numero è perfetto quando esso è uguale alla somma dei suoi divisori (escluso il numero stesso). In base a questo ragionamento, né il 3, né il 7, né 10 sono perfetti, bensì lo è il 6, poiché 1 + 2 + 3 = 6.
Ma ci sono altri numeri che presentano tale proprietà, come ad esempio il 28. È diventato di uso comune chiamare tali numeri "perfetti". Euclide diede una formula per i numeri "perfetti" pari: {\displaystyle 2^{p-1}\cdot (2^{p}-1)}, dove {\displaystyle 2^{p-1}} è un numero primo.
Euclide elencò i primi quattro numeri perfetti: 6; 28; 496 e 8128. In manoscritto del 1456 è stato trovato il quinto numero perfetto: 33550336. Gradualmente i matematici hanno trovato altri numeri perfetti (che sono molto rari). Nel 1652 il polacco Jan Brożek notò che non vi è alcun numero perfetto compreso fra 104 e 107.
Anche dopo 2000 anni di studio, ancora non è noto se esiste un numero infinito di numeri perfetti o se ci siano dei numeri perfetti dispari.
Oggi l'espressione "numero perfetto" viene utilizzata per tradizione. Questi particolari numeri furono così chiamati per l'analogia con la costruzione dell'uomo, la creazione più perfetta della natura, e soprattutto per la loro intrinseca regolarità.
I matematici greci definirono questi numeri "perfetti" avendo in mente la stessa idea di perfezione applicata all'arte e alla filosofia. Giamblico affermò che i pitagorici avevano definito il numero 6 "matrimonio", "salute" e "bellezza" per l'armonia di quel numero.
I numeri perfetti divennero un riferimento per gli altri numeri: quelli in cui la somma dei divisori è maggiore del numero stesso, come nel 12 furono detti "abbondanti", mentre quelli in cui lo somma dei divisori risulta minore, come nell'8, furono chiamati "numeri difettivi".
Attualmente sono stati identificati 47 numeri perfetti.

## Fisica e Chimica
Diversi sono i concetti che, in chimica e in fisica, includono la parola "perfetto".
In fisica, un corpo è perfettamente rigido quando non è "deformato da forze ad esso applicate". Questa espressione viene utilizzata nella piena consapevolezza che tale condizione non è mai verificabile in natura. Il concetto è un costrutto ideale.
Un corpo perfettamente plastico è un corpo che subisce grandi deformazioni plastiche irreversibili senza incrementi dello stato di sollecitazione.
Un corpo perfettamente nero assorbe completamente ogni radiazione che lo colpisce — esso è un corpo che ha un coefficiente di assorbività pari a 1.
Un cristallo è perfetto quando è privo di difetti strutturali.
Un fluido perfetto è un fluido che non presenta viscosità, conduzione di calore e che non si può comprimere — anche queste proprietà fanno riferimento a un fluido ideale che non esiste in natura.
Un gas perfetto è un gas le cui molecole non interagiscono l'una con l'altra e non hanno un volume proprio. Un gas del genere è inesistente, come anche un corpo perfettamente solido, perfettamente rigido, perfettamente plastico e perfettamente nero. Essi sono definiti "perfetti" nel senso rigido (non metaforico) del termine e sono dei concetti necessari in fisica, nella misura in cui essi sono estremi, ideali, fittizi; questi concetti rappresentano le condizioni-limite a cui la natura potrebbe avvicinarsi.
In un senso più ampio, le cose reali sono dette "perfette" se esse sono più o meno prossime alla perfezione, sebbene non possano essere, in senso stretto, essere davvero perfette.
L'equazione dei gas perfetti ci è stata fornita da Robert Boyle, Edme Mariotte e Joseph Louis Gay-Lussac, che, studiando le proprietà dei gas reali, trovarono delle formule applicabili non a questi ultimi, ma ad un gas ideale, perfetto.

## Etica
La questione etica della perfezione non si occupa di stabilire se l'uomo ‘'è’' perfetto, bensì se egli ‘'dovrebbe'’ esserlo. E, in caso affermativo, come può essere perfetto?
Platone di rado ha utilizzato il termine "perfezione"; ma il concetto di bene, centrale, nel suo pensiero, equivale alla "perfezione": egli credeva che avvicinarsi all'Idea di perfezione rende le persone perfette.
Qualche tempo dopo, gli Stoici introdussero espressamente il concetto di perfezione in ambito etico, descrivendola come armonia. Essi sostenevano che tale armonia — tale perfezione — potesse essere raggiunta da chiunque.
Platone e gli Stoici resero la parola "perfezione" una sorta di ‘'motto'’ filosofico, che, ben presto, con la Cristianità sarebbe diventato di tipo religioso.
La dottrina cristiana della perfezione risiede nei Vangeli. Matteo scrive: "Siate perfetti come è perfetto il Padre vostro celeste" (Mt 5,48), una raccomandazione presente anche nel Vangelo secondo Luca, che però vede sostituita la parola "perfetti" con "caritatevoli" (evidentemente, per Matteo, una qualità ‘'perfetta'’).
Gli scritti cristiani più recenti, in particolar modo quelli di Paolo sono ricchi di richiami alla perfezione. Molti di questi sono raccolti in un discorso di Sant’Agostino, De perfectione iustitiae hominis. Essi sono però presenti anche nel Vecchio Testamento: "Tu sarai irreprensibile verso il Signore tuo Dio" (Deuteronomio 18:13). In altre fonti, sinonimi di "perfezione" sono "immacolato", "incensurato",  "senza difetti", "senza peccato", "santo", "virtuoso", "non biasimevole".
Agostino spiega che l'uomo davvero perfetto non è un uomo che è già senza peccato, bensì, un individuo che si sforza senza riserve di perseguire la perfezione. La perfezione degli antichi e quella cristiana non erano molto differenti dal moderno Self-help. Sant'Ambrogio infatti scrisse sui livelli di perfezione ("gradus piae perfectionis").
Assieme all'idea di perfezione, le Sacre Scritture pongono dubbi circa la capacità dell'uomo di raggiungere la perfezione. Secondo la Prima Epistola di Giovanni (1:8), "se riteniamo di non avere alcun peccato, noi inganniamo noi stessi, e la verità non risiede in noi". Similmente disse Gesù nel Vangelo secondo Matteo (19:17): "Parli di bontà? Ce n'è uno solo, sai, che è veramente buono: Dio..."; mentre Gesù non nega di essere buono, egli pone tuttavia il dubbio che nessun altro al di fuori di Dio possa essere buono, figurarsi perfetto. E San Girolamo scrisse: "Perfectio vera in coelestibus" — la vera perfezione appartiene solo al cielo.
Nel V secolo D.C., due visioni distinte sulla perfezione erano sorte nella Chiesa : una sosteneva che fosse possibile per l'uomo raggiungerla avvalendosi delle proprie forze; l'altra, che potesse essere ottenuta solo per grazia divina. La prima tesi, sostenuta da Pelagio, fu condannata nel 417 D.C.; la seconda, avvalorata da Sant'Agostino, prevalse all'inizio del V secolo e divenne ufficiale.
Tuttavia, la Chiesa non condannò gli scritti di  Dionigi l'Aeropagita che sosteneva una possibilità innata dell'uomo di raggiungere la perfezione mediante la contemplazione di Dio. Quindi, per secoli due visioni si contrapponevano all'interno della Chiesa.
Mentre per i filosofi antichi l'essenza della perfezione era l'armonia, per il Vangelo e per i teologhi cristiani essa era carità o amore. San Paolo scrisse (Lettera ai Colossesi, 3:14): "Ma sopra tutte queste cose rivestitevi della carità, che le unisce in modo perfetto."
San Gregorio scrisse che la perfezione si realizzerà solo in seguito al compimento della storia — "solo allora il mondo sarà bello e perfetto." Tuttavia, ognuno dovrebbe tendere alla perfezione — alla santità. Discorsi sulla teologia morale e sull'ascetismo erano ricchi di consigli su come ciò dovesse essere realizzato.
Il concetto medievale di perfezione e autoperfezionamento risulta familiare all'uomo moderno. Come affermato da Pietro Lombardo, questo concetto implica che la perfezione è il risultato dello sviluppo. E, come descritto da Egidio Romano, la perfezione non ha solo fonti personali ("personalia") ma anche sociali ("secundum statum"). Poiché l'individuo si forma nella società, la seconda racchiude in sé la prima, in accordo con "l'ordine dell'universo" ("ordo universi"). La perfezione sociale è vincolante per l'uomo, mentre quella personale è per lui solo consona.